# Carballeda de Avia
Carballeda de Avia ist eine spanische Gemeinde (Concello) mit 1.194 Einwohnern (Stand: 2024) in der Provinz Ourense der Autonomen Gemeinschaft Galicien.

## Geografie
Carballeda de Avia liegt am westlichen Rand der Provinz Ourense an der Grenze zur Provinz Pontevedra ca. 25 Kilometer westlich der Provinzhauptstadt Ourense.
Umgeben wird Carballeda de Avia von den sechs Nachbargemeinden:
| Avión               | Leiro                                       |           |
| Covelo (Pontevedra) | Kompassrose, die auf Nachbargemeinden zeigt | Beade     |
|                     | Melón                                       | Ribadavia |

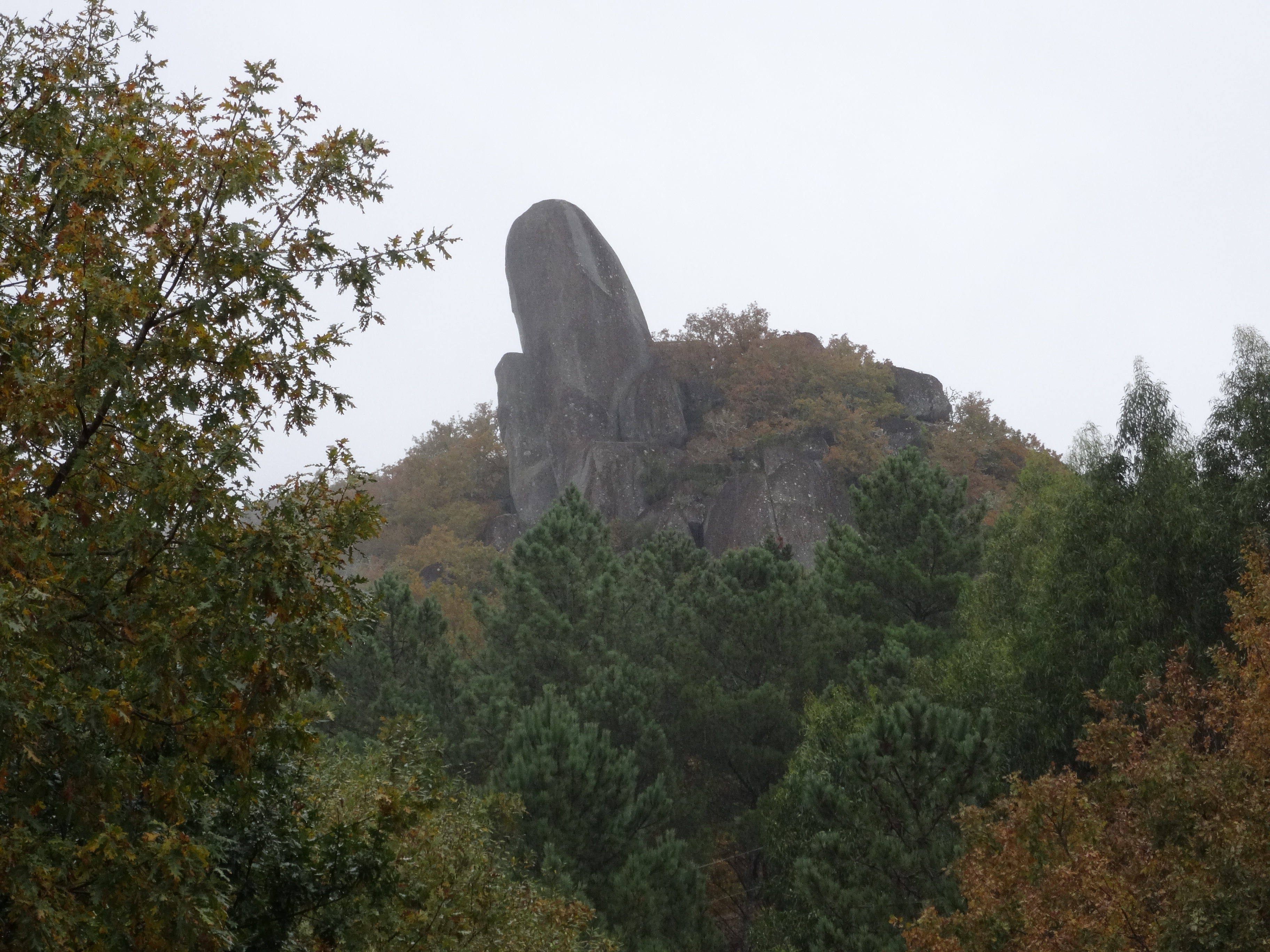
Gebirge Pena Corneira

Das Oberflächenprofil des Gemeindegebiets ist bis auf die Flussniederungen durchweg hügelig mit höheren Erhebungen im äußersten Westen knapp über 1000 m. Das Gebirge Pena Corneira, ebenfalls im Westen der Gemeinde, besitzt seit 2007 den Status eines Naturdenkmals. Auf einer Größe von 998 Hektar bildet es einen Batholith von 18 km in Nord-Süd-Richtung und 7 km in Ost-West-Richtung, das Ergebnis einer Magmamasse, die sich vor ungefähr 300 Millionen Jahren aufgrund der tiefen Struktur eines alten Vulkans verfestigte. Die Gipfel erreichen Höhen von über 600 m bis 817 m beim Alto da Rasa. Aus geologischer Sicht handelt es sich um eine nordwestliche Verlängerung der benachbarten Serra del Suído zwischen den Becken der Flüsse Avia und Miño. In Pena Corneira gibt es ein spektakuläres „Horn“ aus Granit mit einer Höhe von zehn Metern, das der Formation ihren Namen gibt.
Das Gemeindegebiet ist von einem Netz von Bächen bedeckt, die regelmäßig trockenfallen.

## Bevölkerungsentwicklung der Gemeinde
Quelle: INE-Archiv – grafische Aufarbeitung für Wikipedia
Nach einem Anwachsen der Gemeindegröße auf über 3500 Einwohner in der ersten Hälfte des 20. Jahrhunderts sank die Zahl der Bevölkerung in der Folgezeit bis unter 1500.
| Männer | Alterstufe | Frauen |
| ------ | ---------- | ------ |
| 0      | 100+       | 2      |
| 1      | 95–99      | 10     |
| 10     | 90–94      | 30     |
| 28     | 85–89      | 49     |
| 28     | 80–84      | 48     |
| 59     | 75–79      | 49     |
| 55     | 70–74      | 68     |
| 54     | 65–69      | 57     |
| 53     | 60–64      | 42     |
| 39     | 55–59      | 49     |
| 48     | 50–54      | 40     |
| 38     | 45–49      | 40     |
| 41     | 40–44      | 28     |
| 33     | 35–39      | 19     |
| 26     | 30–34      | 19     |
| 32     | 25–29      | 17     |
| 20     | 20–24      | 21     |
| 9      | 15–19      | 19     |
| 14     | 10–14      | 13     |
| 14     | 5–9        | 13     |
| 8      | 0–4        | 6      |

Am 1. Januar 2021 waren ca. 48 % der Bevölkerung (rund 54 % der Männer und rund 43 % der Frauen) im erwerbsfähigen Alter (20–64), während dieser Wert für ganz Spanien ca. 61 % betrug.
Eine erhebliche und fortschreitende Überalterung der Bevölkerung der Gemeinde zeigt folgende Tabelle, bei der das Verhältnis von Gruppen von älteren Personen mit Gruppen von Personen der jüngeren Generation verglichen wird:
| Alter | Anzahl Personen | Alter | Anzahl Personen | Provinz | Galicien | Spanien |
| ----- | --------------- | ----- | --------------- | ------- | -------- | ------- |
| 60–64 | 100             | 20–24 | 43              | 51      | 58       | 79      |
| 55–59 | 100             | 15–19 | 32              | 49      | 57       | 71      |
| 50–54 | 100             | 10–14 | 31              | 50      | 56       | 68      |

## Gemeindegliederung
Die Gemeinde Carballeda de Avia ist in acht Parroquias gegliedert:
| Parroquias            | Patrozinium  | Einwohner 2024 | Fläche km² | Dichte Einw./km² | Höhe msnm | Ortskennzahl |
| --------------------- | ------------ | -------------- | ---------- | ---------------- | --------- | ------------ |
| Abelenda das Penas    | Santo André  | 245            | 8,34       | 29               | 420       | 32018010000  |
| Balde                 | San Martiño  | 16             | 1,60       | 10               | 573       | 32018020000  |
| Beiro                 | San Pedro    | 66             | 5,55       | 12               | 230       | 32018030000  |
| Carballeda            | San Miguel   | 540            | 9,73       | 55               | 241       | 32018040000  |
| Faramontaos           | San Cosmede  | 61             | 2,33       | 26               | 461       | 32018050000  |
| Muimenta              | San Xiao     | 68             | 5,92       | 11               | 425       | 32018060000  |
| Santo Estevo de Nóvoa | Santo Estevo | 71             | 2,67       | 27               | 0         | 32018070000  |
| Vilar de Condes       | Santa María  | 151            | 9,91       | 15               | 468       | 32018080000  |

Der Sitz der Gemeinde befindet sich in Carballeda de Avia in der Parroquia Carballeda.

## Geschichte
Die Geschichte der Gemeinde folgt den großen allgemeinen Ereignissen der Geschichte der Comarca O Ribero.
Das Gebiet der Gemeinde ist seit der Antike bewohnt und auch die Domäne verschiedener Klöster. Castro-Siedlungen, die Anwesenheit von Römern und Sueben, Kämpfe und Streitigkeiten zwischen Adels- oder Herrenhäusern, Irmandinische Revolten gegen die feudale Macht und die Zerstörung von Festungen, die ihr Symbol waren, sind die wichtigsten historischen Begebenheiten.

## Sehenswürdigkeiten
- Kirche San Pedro de Beiro
- Einsiedelei der Virxe do Lodairo, romanischen Ursprungs und rechteckiges Kirchenschiff, deren Wallfahrt am Wochenende des Pfingstsonntags gefeiert wird. Der Bildstock zeichnet sich auch dadurch aus, dass er einer der schönsten der Gegend sein soll.

- Hauptfassade
- Eingangsportal
- Kragsteine

- Kirche Santo André de Abelenda das Penas wurde mit dem Templerorden in Verbindung gebracht, darin Überreste der Romanik. In seiner Nähe ein Steinkreuz aus dem 17. Jahrhundert und eine römische Stätte.

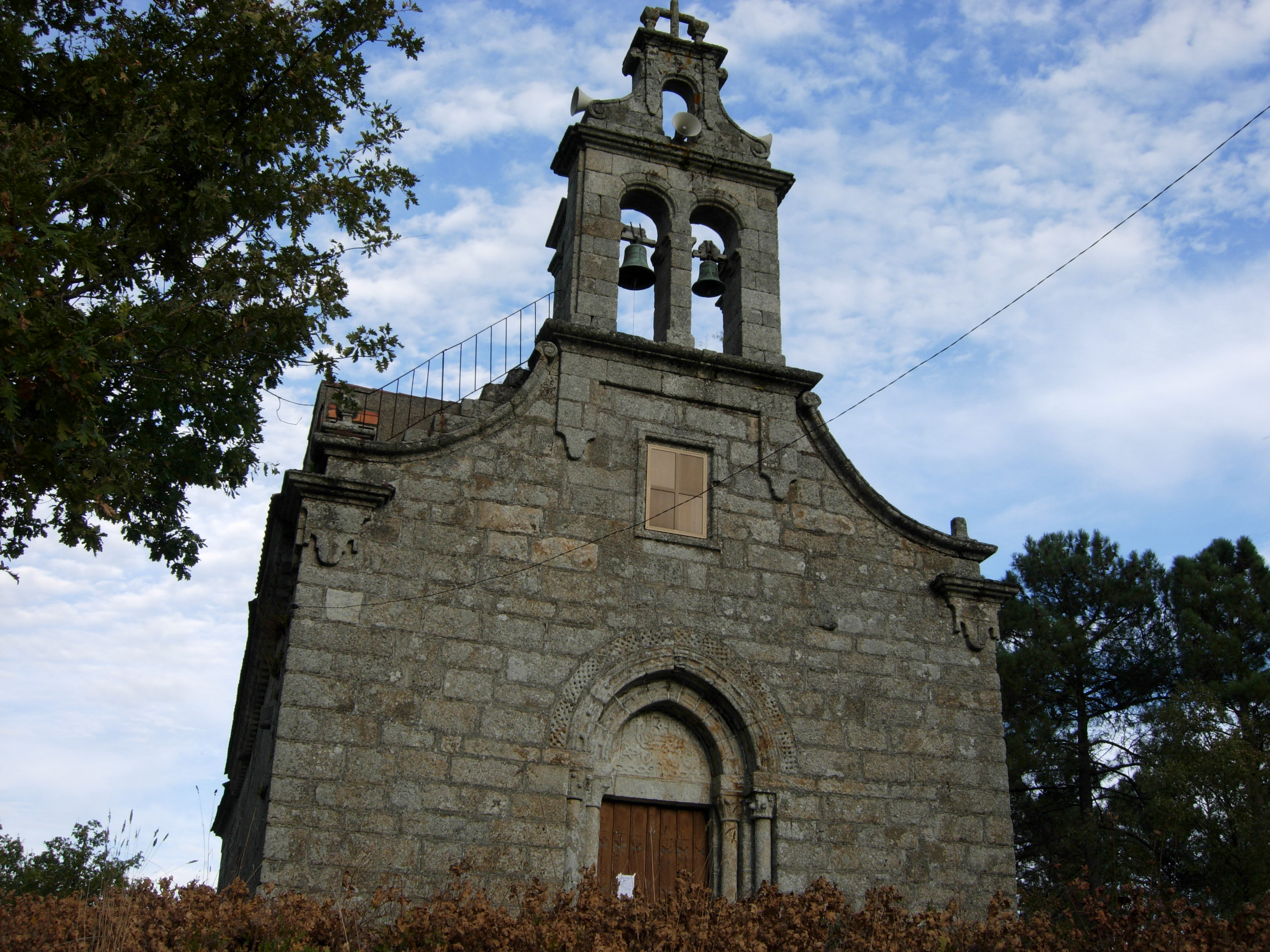
Hauptfassade
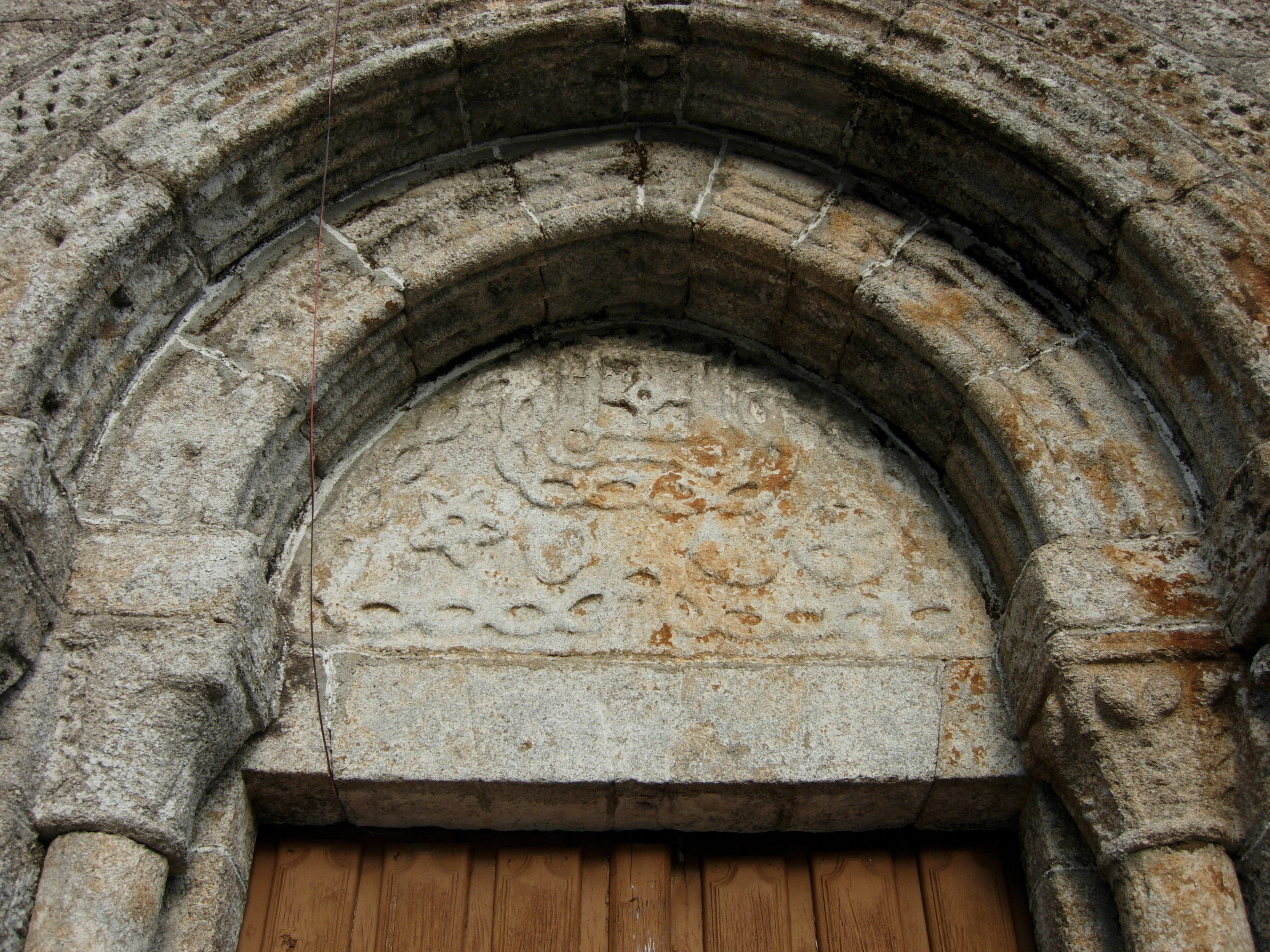
Eingangsportal
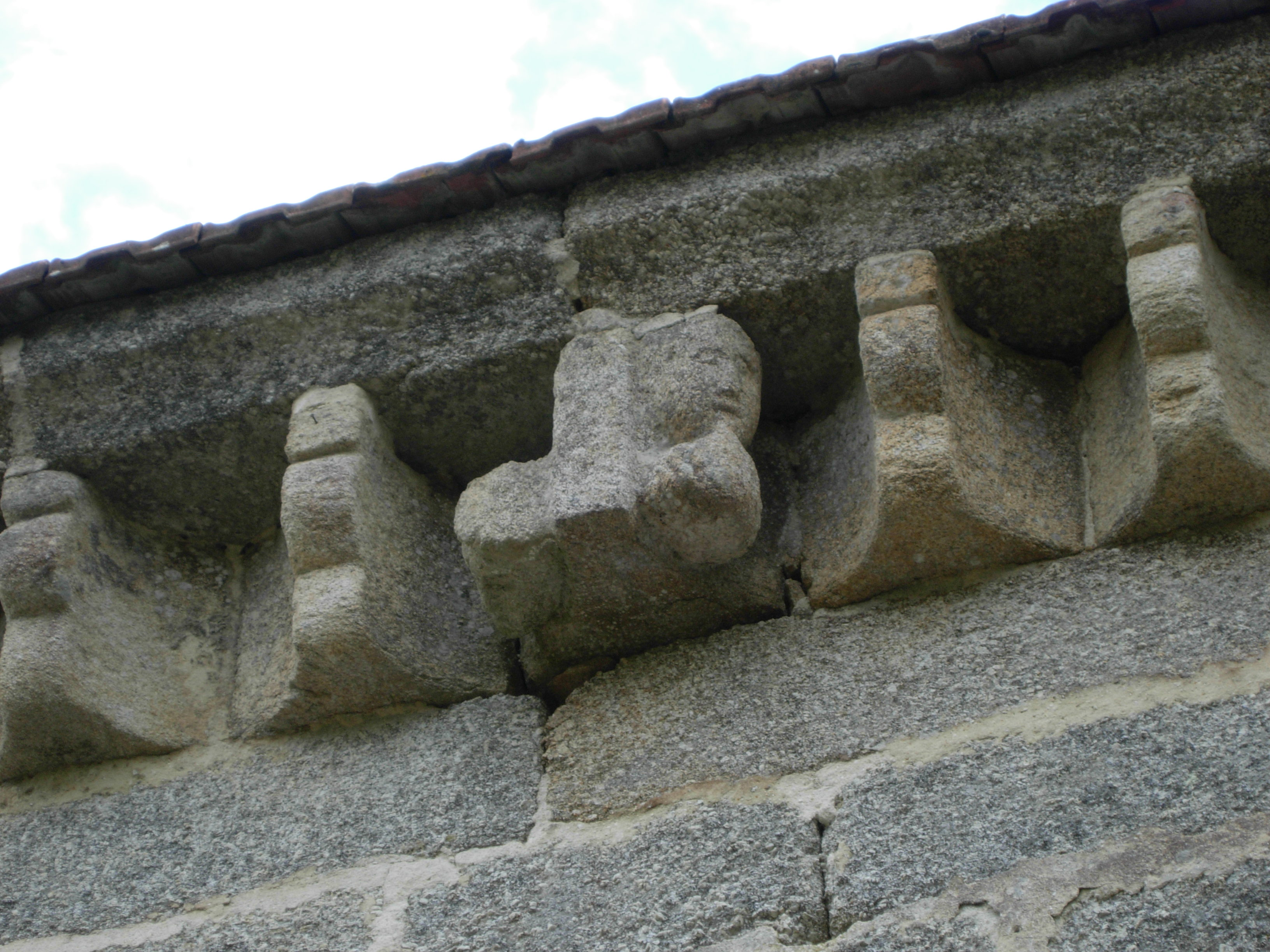
Kragsteine

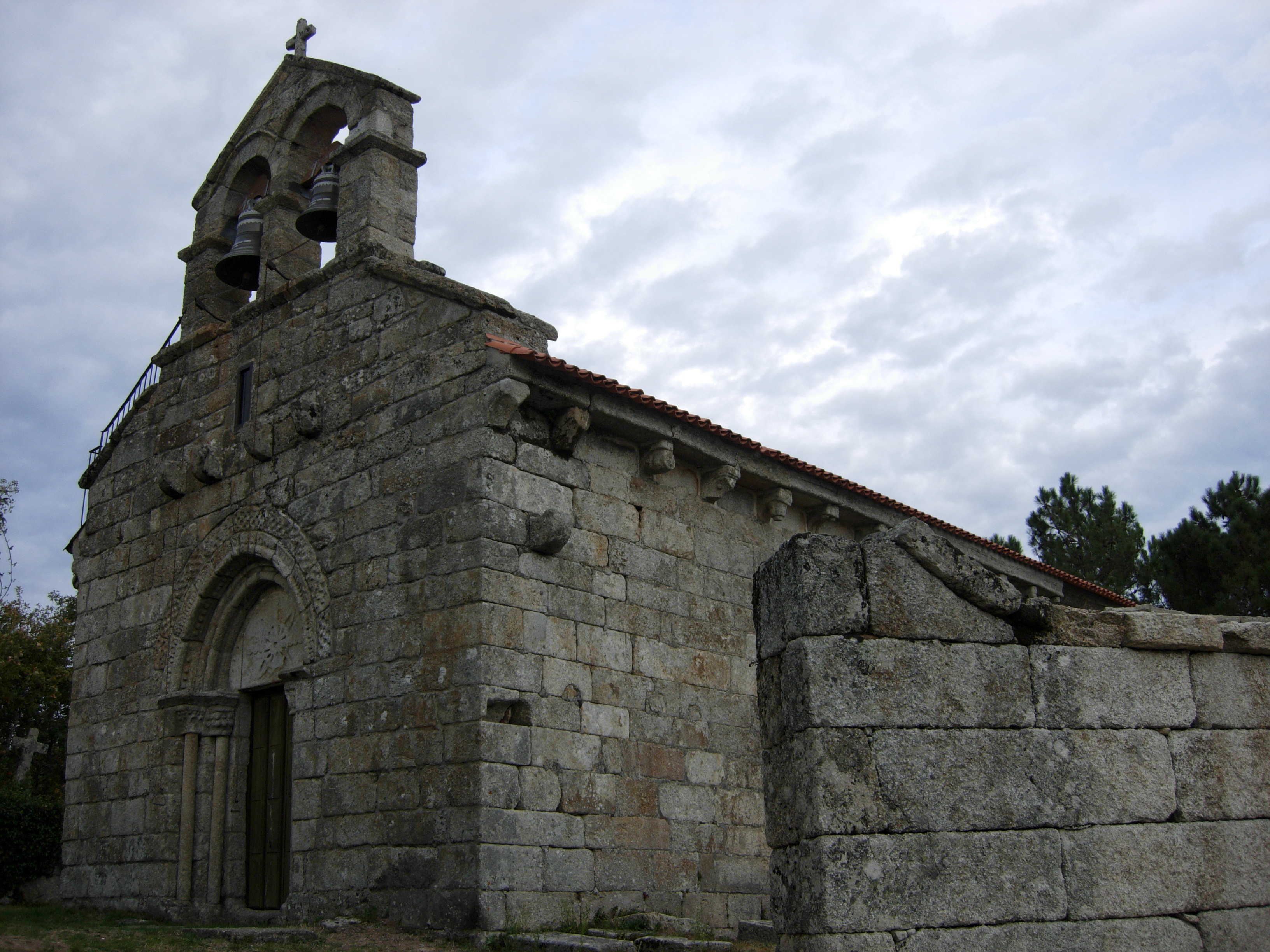
Hauptfassade
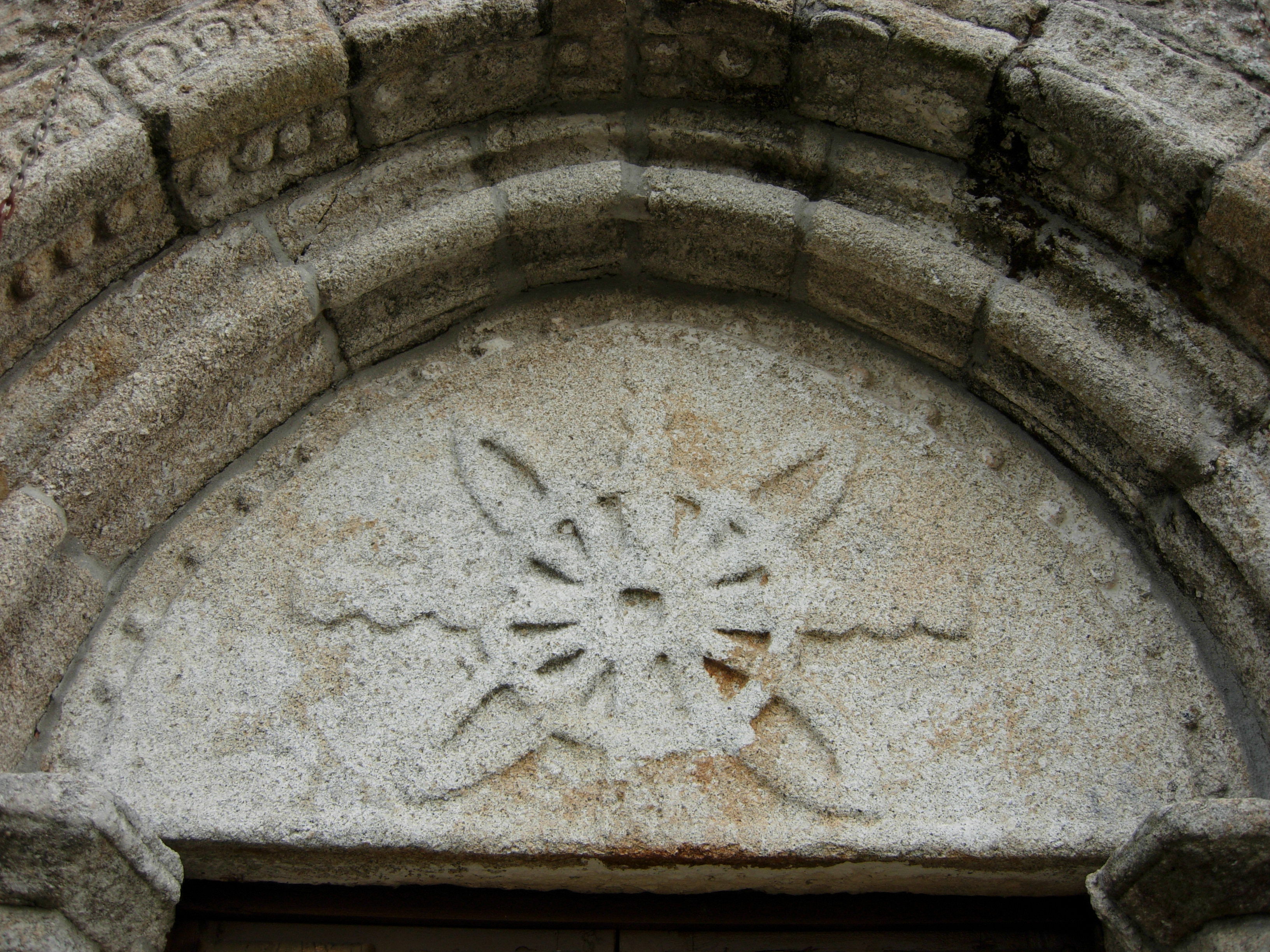
Tympanon über dem Eingangsportal

- Kapelle San Lourenzo de Veronza. Jedes Jahr am 9. August findet hier eine traditionelle Prozession statt als Mittel gegen Zahnschmerzen. Die Gemeindemitglieder tragen auf ihren Schultern einen brennenden Kiefernstamm, mit dem sie neun Runden um die Kapelle gehen.

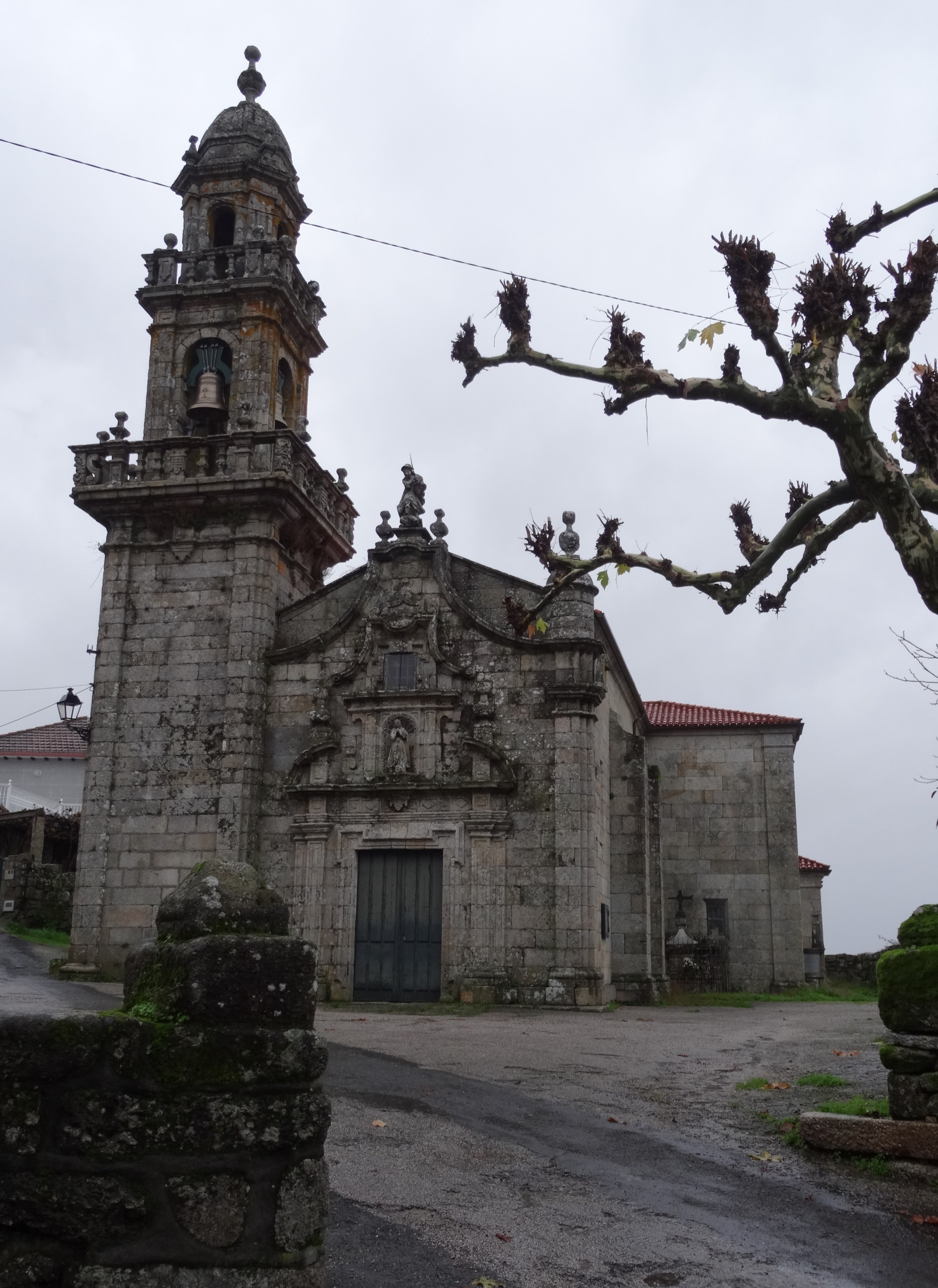
Kirche San Miguel de Carbellada

- Kirche San Miguel de Carbellada im Barockstil ist seit 1982 ein Nationaldenkmal. Ihre schöne Fassade mit komplizierten Körpern und prächtigen Altarbildern zeigt den Erzengel Gabriel, der gegen einen Drachen kämpft. Der Glockenturm besitzt zwei Balkone mit Balustraden.

## Wirtschaft
| Ackerbau, Viehzucht und Fischerei                                                  | 017 | 05,15  |
| Industrie                                                                          | 060 | 018,18 |
| Bauwirtschaft                                                                      | 036 | 010,91 |
| Dienstleistungsbetriebe                                                            | 217 | 065,76 |
| Total                                                                              | 330 | 100,00 |
| * Daten aus dem Statistischen Amt für Wirtschaftliche Entwicklung in Galicien, IGE |     |        |

## Verkehr
Die Autovía A-52 („Autovía das Rías Baixas“) von Vigo nach Benavente über Ourense durchquert das südliche Gemeindegebiet auf einem etwa drei Kilometer langen Abschnitt. Die nächste Ausfahrt befindet sich in der Nachbargemeinde Ribadavia. Land- und Provinzstraßen sorgen für die Anbindung der innergemeindlichen Dörfer und an die Nachbargemeinden.